# 長田新 (アナウンサー)
長田 新（おさだ しん、1960年10月30日 - ）は、日本のアナウンサー、レポーター。声優。タレント。千葉県松戸市出身。獨協大学外国語学部卒業後、宮崎放送アナウンサーを経て、フリー。株式会社オーケープロダクション（旧・大橋巨泉事務所）所属。東京アナウンスセミナー・東京アナウンス学院・オスカーアナウンス学院・バンタン芸術学院講師。

## テレビ出演番組
- 「ザ・ワイド」（日本テレビ）　レポーター
- 「NNNニュースプラス1」（日本テレビ）　レポーター
- 「投稿!特ホウ王国」（日本テレビ）　レポーター
- 「朝のホットライン」（TBSテレビ）　レポーター
- 「どうーなってるの?!」（フジテレビ）　ナレーター
- 「いまどき!ごはん」 （テレビ朝日） レポーター
- 「大人のツボ」（BSジャパン）　ナレーター
- 「50's High!」（BSジャパン）　ナレーター
- ディノスチャンネル　セールスアンカー
- ザ・ベストテン MRT追っかけマン

## ラジオ出演番組
- 「荒川強啓 デイ・キャッチ!」内「トヨタ うわさの調査隊」（TBSラジオ・JRN系）
- TBSラジオニュースデスク（毎週水曜日4時10分 - 12時の定時ニュース担当）
- 「小倉智昭の夕焼けアタックル」（文化放送） - レポーター
- 「野村邦丸の夕焼けアタックル」（文化放送） - レポーター
- 文化放送報道部記者（定時ニュースレポーター）
- 「小倉智昭のラジオサーキット」（ニッポン放送） - レポーター
- JRAミニFM「ターフサウンドステーション」 - キャスター
- 「上柳昌彦のお早うGoodDay!」（ニッポン放送） - レポーター
- MRT歌謡曲ベスト20[1]
- うまか情報局[1]